# Stożkówka migdałowatozarodnikowa

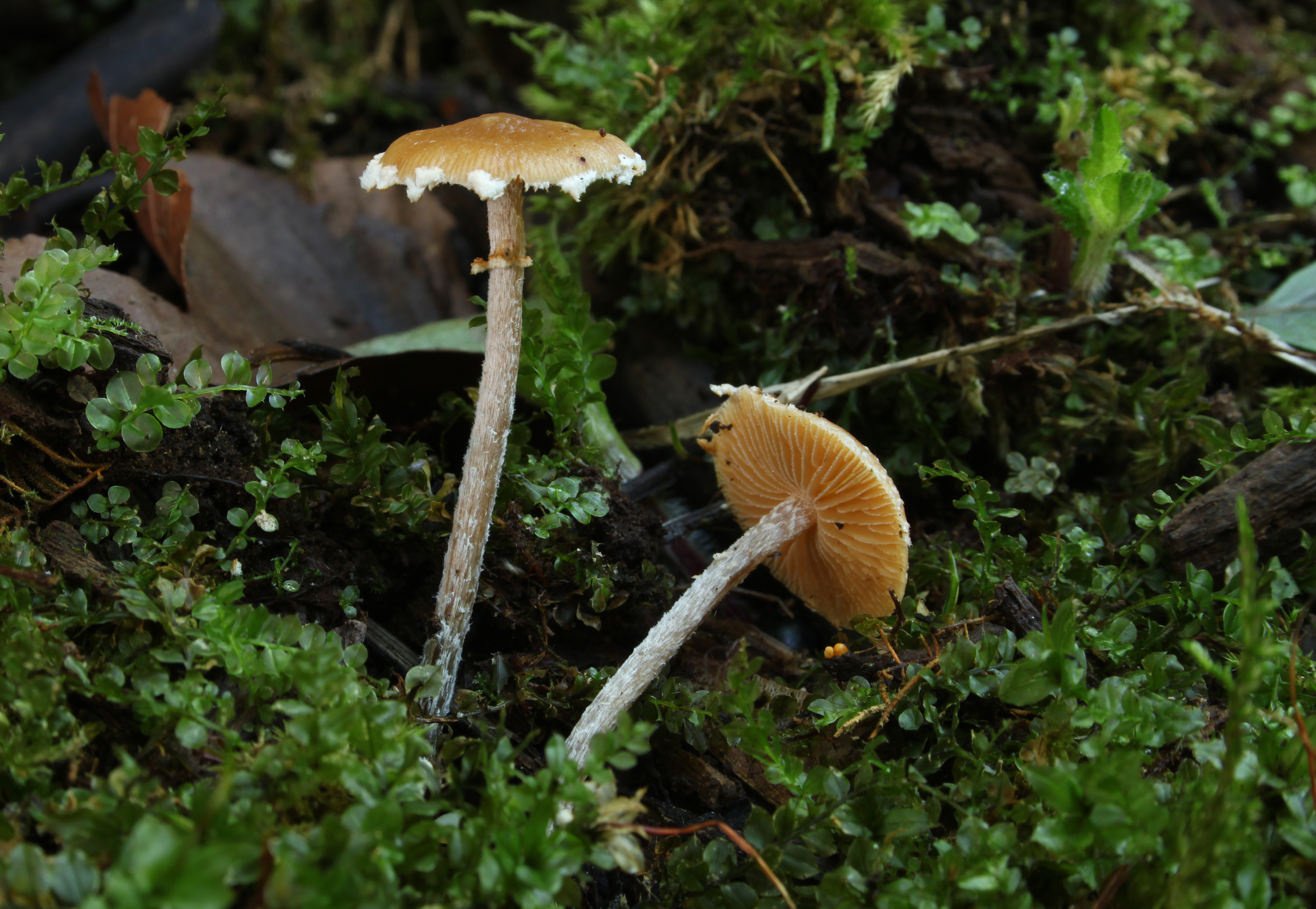

Stożkówka migdałowatozarodnikowa (Conocybe vestita (Fr.) Kühner – gatunek grzybów z rodziny gnojankowatych (Bolbitiaceae).

## Systematyka i nazewnictwo
Pozycja w klasyfikacji według Index Fungorum: Conocybe, Bolbitiaceae, Agaricales, Agaricomycetidae, Agaricomycetes, Agaricomycotina, Basidiomycota, Fungi.
Po raz pierwszy zdiagnozował go w 1872 r. Elias Fries nadając mu nazwę Galera vestita. Obecną, uznaną przez Index Fungorum nazwę nadał mu R. Kühner w 1935 r.
Synonimy:
- Galera vestita Fr. 1872
- Galera vestita Fr., 1872 var. vestita
- Pholiotina vestita (Fr.) Singer 1936

Nazwę polską zaproponował Władysław Wojewoda w 2003 r., Franciszek Błoński opisywał ten gatunek jako hełmówkę delikatną.

## Morfologia
Kapelusz
Średnica 1–3 cm, kształt początkowo półkulisty, potem  wypukły, na końcu płaskowypukły.Nigdy nie staje się płaski. Powierzchnia jest nieco pomarszczona, w stanie suchym żółtawa, podczas wilgotnej pogody ochrowa. Na brzegu, zwłaszcza młodych owocników zwieszające się resztki osłony.
Blaszki
Dość ciasne, brzuchate. Początkowo są żółtawoochrowe, później od zarodników stają się ochrowe. U dojrzałych owocników ostrza blaszek są wyraźnie jaśniejsze niż powierzchnia.
Trzon
O wysokości do 5 cm, cylindryczny, początkowo pełny, potem pusty. Powierzchnia włóknista, początkowo biaława, potem brązowa, u młodych owocników pokryta białymi resztkami osłony.
Miąższ
Cienki, ochrowy, bez wyraźnego zapachu i smaku.

## Występowanie i siedlisko
Gatunek rzadki. Znany jest tylko w Europie i Maroku. W piśmiennictwie naukowym na terenie Polski do 2003 r. podano jedno stanowisko (w Puszczy Augustowskiej). Aktualne stanowiska na terenie Polski podaje internetowy atlas grzybów.
Saprotrof. Występuje w wilgotnych i bogatych w substancję organiczną siedliskach, głównie pod drzewami liściastymi.